# Raymond Picard
Raymond Picard (* 6. August 1917 in Bligny, Département Aube; † 5. September 1975 ebenda) war ein französischer Romanist und Literaturwissenschaftler.

## Leben
Picard ging in Nancy zur Schule und studierte in Paris. 1945 bestand er die Agrégation und war bis 1947 Gymnasiallehrer in Chartres. Von 1947 bis 1954 unterrichtete er am Institut Français in London und in Athen. Er habilitierte sich 1955 mit den beiden Thèses La Carrière de Jean Racine (Paris 1956, 1979) und "Corpus Racinianum". Recueil-inventaire des textes et documents du XVIIe siècle concernant Jean Racine (Paris 1956, Nouveau "Corpus Racinianum", 1976). Von 1954 bis 1956 lehrte er an der Universität Lyon, von 1956 bis 1963 an der Universität Lille und ab 1963 an der Sorbonne auf dem Lehrstuhl für die französische Literatur des 17. Jahrhunderts. Picard besorgte die Pléiade-Ausgabe der Werke von Jean Racine. In einer berühmt gewordenen Polemik stellte er sich gegen Roland Barthes und seine Art der Literaturkritik, welche die Biographie des literarischen Autors für die Interpretation seines Textes gering schätze.
Picard war Chevalier der Ehrenlegion.

## Werke
- Les prestiges (Roman), Paris 1947
- La poésie française de 1640 à 1680, 2 Bde., Paris 1964–1969
- Nouvelle critique ou nouvelle imposture, 1965 (italienisch Mailand 1966; englisch: New criticism or new fraud?, Pullman, Washington State University Press 1969)
- Racine polémiste, Paris 1967
- Génie de la littérature française 1600-1800. Introduction à quelques lectures Paris 1970 (englisch New York 1970; deutsch: Von La Fontaine bis Rousseau. Kritische Modelle zur französischen Literatur, München 1970)